# Seszele (film)
Seszele – polski film obyczajowy z 1990 roku. Pełnometrażowy fabularny debiut Bogusława Lindy jako reżysera. Ścieżka dźwiękowa do filmu została nagrana przez zespół Voo Voo i ukazała się na płycie Muzyka do filmu Seszele.

## Obsada aktorska
- Zbigniew Zamachowski – Stefek
- Tadeusz Szymków – Dudzio
- Hanna Polk – Jolka
- Marek Walczewski – Skowroński, dyrektor opery
- Małgorzata Niemirska – Rena Holtz, primadonna występująca w roli Carmen
- Zdzisław Kuźniar – Józek, szef statystów w operze
- Cezary Harasimowicz – Chulio, szef maszynistów
- Marcin Troński – Niedziela, dyrektor administracyjny opery
- Beata Augustyniak – Laura, siotra Chulia
- Grażyna Szapołowska – pani Grażyna
- Grzegorz Ciechowski – „Uśmiechnięty”, wysłannik pani Grażyny
- Leon Niemczyk – Poziemski, klient burdelu
- Edwin Petrykat – mężczyzna w teatrze grający na bębnach
- Tadeusz Łomnicki – śpiewak występujący w roli Scarpii
- Danuta Kowalska – Blanka
- Ryszard Pietruski – śpiewak występujący w roli Don Jose
- Olaf Lubaszenko – koleś, klient burdelu

### Dubbing
- Bogusław Linda – „Uśmiechnięty”, wysłannik pani Grażyny